# عروبة (يوم)
العَرُوبَة أو عَرُوبَة هو الاسم الذي كان يطلق على يوم الجمعة في شبه الجزيرة العربية، وذلك في الجاهلية قبل الإسلام.
قال ابن دريد:
قال سعيدٌ الشَّرْتُونيُّ في «أقرب الموارد في فُصَح العربيَّة والشوارد»: "عَرُوبةُ والعَرُوبة ويوم العَرُوبة: يوم الجمعة، وهو من اسمائهم القديمة، وتعريب "اَرُبَا" النبطيَّة أو "عَرُوْبتَا" السُّريانيَّة، قال أبو المعالي اللغويّ: «عروبة يوم الجمعة»، و هي معرفة، قلَّما تدخلها الالف واللام، وقال سيبويهِ: «العروبة يوم الجمعة»، ومن قال «عروبة»، أيْ: بدون ال فقد أخطأ، وبلغ ذلك يونسَ بْنَ حبيب، فقال: اصاب سيبويه".
وقال ابْنُ الأثير في «النهاية» وابْنُ منظورٍ في «لسان العرب»: «كانتْ تُسَمَّى عَرُوبَةَ، هو اسم قديم لها، وكأنه ليس بعَرَبِي. يقال: يوم عَرُوبَة، ويوم العَرُوبَة. والأفصح أن لا يدخلها الألف واللام»، وفي «جمهرة اللغة» لابن دريد قال: «ويوم عَروبة: يوم الجمعة؛ معرفة لا تدخلها الألف واللام في اللغة الفصيحة».
وقال مُرتضى الزَّبيديُّ في «تاج العروس»: «ونقل شيخُنَا عن بعض أَئِمَّة اللُّغَة أَنَّ‌ "أَلْ‌" في العَرُوبَة لازِمَةٌ‌. قال ابن النَّحَّاس: لا يَعْرِفُه أَهْلُ‌ اللُّغَة إِلا بالأَلف والَّلام إِلاَّ شَاذّاً، قال: ومعناه المُعَظَّم من أَعْرب إِذَا بَيَّن، ولم يَزَل يومُ‌ الجُمُعَة مُعْظَّماً عند أَهْل كل مِلّة. وقال أَبو موسى في ذَيْل الغَرِيبَيْن: الأَفْصَح أَن لا تَدْخُلَ‌ أَل، و كأَنَّه ليس بعَرَبِيٍّ‌ وهو اسْمُ‌ يَوْمِ‌ الجُمُعَة في الجَاهليَّة اتّفَاقاً، واخْتُلف في أَن كَعْباً سمَّاه الجُمُعَة؛ لاجْتِمَاعِ‌ النَّاسِ‌ إِليه فِيهِ‌، و به جَزَم الفَرَّاء و ثَعْلَبٌ‌ و غيرُهما، وصحّح أَو إِنَّمَا سُمِّيَ‌ بعدَ الإِسْلاَم، و صَحَّحَه ابنُ‌ حَزْم. وقِيلَ‌: أَوّلُ‌ مَنْ‌ سَمّاه الجُمُعة أَهلُ‌ المَدِينَة، لصَلاَتهم الجُمُعَة قبل قُدُومه صلى اللّه عليه وسلم مع أَسْعَد بن زُرارة. أَخرجه عَبْدُ بْنُ‌ حُمَيْد عَنِ‌ ابْنِ‌ سِيرِين، وقيل غيرُ ذَلِك، كما في شَرْح المَوَاهِب. وفي الرَّوْضِ‌ الأُنُف: مَعْنَى العَرُوبَةِ‌ الرَّحْمَة، فيمَا بَلَغَني عن بعض أَهل العلم، انتهى ما نقلناه من حاشية شيخنا».